# Rhipidia crassirostris
Rhipidia crassirostris är en tvåvingeart som först beskrevs av Alexander 1965.  Rhipidia crassirostris ingår i släktet Rhipidia och familjen småharkrankar. Inga underarter finns listade i Catalogue of Life.